# 모건 콘웨이

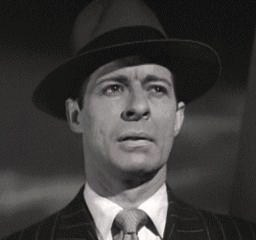

모건 콘웨이(Sydney Conway, 1903년 3월 16일 ~ 1981년 11월 16일)는 미국의 배우, 영화배우이다.
리빙스턴에서 태어났으며 로스앤젤레스에서 사망하였다.

## 영화
- 딕 트레이시 대 큐볼 (1946년)
- 딕 트레이시 (1945년)
- 싱 유어 워리스 어웨이 (1942년)